# Rhacochelifer caucasicus
Rhacochelifer caucasicus är en spindeldjursart som först beskrevs av Daday 1889.  Rhacochelifer caucasicus ingår i släktet Rhacochelifer och familjen tvåögonklokrypare. Inga underarter finns listade i Catalogue of Life.